# 2007 az ökölvívásban
A fontosabb események az ökölvívásban a 2007-es évben.

## Amatőr ökölvívás
- 2007-es évi amatőr ökölvívó-világbajnokság

- Szupernehézsúly (+ 91 kg) 	 Roberto Cammarelle
- Nehézsúly 	  (– 91 kg)  Clemente Russo
- Félnehézsúly (– 81 kg)  Abbosz Atojev
- Középsúly 	(– 75 kg)  Matvej Korobov
- Váltósúly 	(– 69 kg)  Demetrius Andrade
- Kisváltósúly (– 64 kg)	 Szerik Szapijev
- Könnyűsúly (– 60 kg)  Frankie Gavin
- Pehelysúly (– 57 kg)  Albert Szelimov
- Harmatsúly	(– 54 kg)  Szergej Vodopjanov
- Légsúly 	(– 51 kg)  Raushee Warren
- Papírsúly 	(– 48 kg)  Cou Si-ming

## Profi ökölvívás
Nehézsúly
2007 év végére a négy nagy világszervezet bajnoki övei mind az egykori Szovjetunió utódállamaiból származó ökölvívók kezében voltak, az IBF bajnoka az ukrán Vlagyimir Klicsko, a WBO bajnoka az orosz Szultan Ibragimov, a WBC bajnoka a szintén orosz Oleg Maszkajev és a WBA bajnoka az üzbég Ruszlan Csagajev volt.
- Január 6-án a nigériai Samuel Peter egyhangú pontozással győzte le az amerikai James Toneyt.  Ezzel a győzelemmel ő lett a WBC szervezet első számú kihívója.
- Február 9-én a veretlen amerikai Eddie Chambers a 7. menetben technikai kiütéssel verte a szintén veretlen Derrick Rossyt és szerezte meg az amerikai nehézsúlyú címet (USBA).
- Március 10-én  Vlagyimir Klicsko a második menetben kiütötte az amerikai Ray Austint és ezzel megvédte IBF világbajnoki címét.
- Április 14-én a veretlen üzbég Ruszlan Csagajev többségi döntéssel legyőzte a szintén veretlen orosz WBA bajnok Nyikolaj Valujevet és ezzel elhódította a világbajnoki címét.
- Április 27-én vívta első profi mérkőzését az olimpiai bajnok kubai Odlanier Solís.
- Május 19-én az ukrán Vladimir Vircsis egyhangú pontozással győzte le az olasz Paolo Vidozt és védte meg az európa-bajnoki címét.
- Június 2-án a veretlen orosz Szultan Ibragimov egyhangú pontozással (119-109, 117-111, 115-113) győzte le az amerikai Shannon Briggset és lett a WBO nehézsúlyú világbajnoka.
- Július 7-én Vlagyimir Klicsko sikeresen védte meg IBF világbajnoki címét és vágott vissza korábbi legyőzőjének az amerikai Lamon Brewsternek, aki hatodik menet utáni szünetben adta fel a reménytelenné váló küzdelmet.
- 2007. október 27-én IBF nehézsúlyú kihívói jogáért rendezett négyes torna ( Chambers-Brock / Byrd-Povetkin ) részeként a németországi Erfurtban a volt világbajnok amerikai Chris Byrd az olimpiai bajnok orosz Alekszandr Povetkin ellen mérkőzött. A mérkőzés a 11. menetben ért véget, mikor Byrd szorítósegédei bedobták a törölközőt és így a végig fölényben lévő Povetkin technikai kiütéssel nyert. Rá egy hétre november 2-án  került sor a Eddie Chambers–Calvin Brock találkozóra. A mérkőzést megosztott pontozással Chambers nyerte.
- November 6-án Samuel Peter egyhangú pontozással győzte le az amerikai Jameel McCline-t.  Mivel Oleg Maszkajev 2007-ben sérülés miatt nem lépett ringbe, a WBC szervezet a nigériait ideiglenes bajnoknak nyilvánította. Az igazi bajnok Maszkajev és Peter 2008. március 8-án mérkőzik egymással.
- November 13-án Moszkvában Szultan Ibragimov az amerikai volt világbajnok Evander Holyfieldet győzte le egyhangú pontozással és védte meg WBO címét.

- Világbajnokok az év végén:

| WBA                             | WBC                         | IBF                            | WBO                              |
| Ruszlan Csagajev 23-0-1 (17 KO) | Oleg Maszkajev 34-5 (26 KO) | Vlagyimir Klicsko 49-3 (44 KO) | Szultan Ibragimov 21-0-1 (17 KO) |

Cirkálósúly
- Március 17-én a WBC és WBA egyesített bajnok jamaicai O'Neil Bell az általa 2006-ban legyőzött francia Jean Marc Mormeck ellen mérkőzött, de ezúttal a francia diadalmaskodott és szerezte meg a címeket.
- Március 31-én a volt félnehézsúlyú világbajnok német Henry Maske több mint tíz év kihagyás után egy meccs erejéig visszatért egyetlen legyőzője Virgil Hill ellen, akit pontozással le is győzött.
- Április 7-én	a walesi WBO bajnok  Enzo Maccarinelli már az első menetben kiütötte az amerikai Bobby Gunnt.
- Május 26-án az amerikai Steve Cunningham többségi döntéssel (116-112, 114-114, 115-112) győzte le az IBF bajnok lengyel Krzysztof Wlodarczykot.
- Június 16-án egy budapesti Erdei - gálán a német Firat Arslan és a orosz Valerij Brudov mérkőzött a WBA interim bajnoki címért ( az igazi bajnok Mormeck „szuperbajnoki” státuszban továbbra is bajnok maradt ). A mérkőzést megosztott pontozással ( 116-112, 112-116, 117-111 )  Arslan nyerte.
- Július 21-én Enzo Maccarinelli egyhangú pontozással győzte le a volt WBC bajnok guyanai Wayne Braithwaite-t.
- November 3-án Enzo Maccarinelli az algériai Mohamed Azzaoui ellen technikai kiütéssel nyert a 4. menetben.
- November 10-én az angol David Haye Jean Marc Mormeck legyőzésével megszerezte a WBC és a WBA cirkálósúlyú világbajnoki címeit.
- November 24-én WBA interim bajnok Firat Arslan az amerikai Virgil Hillt verte egyhangú pontozással.
- December 29-én a veretlen német Marco Huck próbálta elhódítani Steve Cunningham IBF címét, sikertelenül, Huck a 12. menetben technikai kiütéses vereséget szenvedett.

- Világbajnokok az év végén:

| WBA                     | WBC                     | IBF                           | WBO                            |
| David Haye 20-1 (19 KO) | David Haye 20-1 (19 KO) | Steve Cunningham 21-1 (11 KO) | Enzo Maccarinelli 28-1 (21 KO) |

Félnehézsúly
- Január 27-én Erdei Zsolt az amerikai Danny Santiago ellen technikai kiütéssel nyert a 8. menetben és ezzel megvédte WBO világbajnoki címét.
- Február 3-án az amerikai Chad Dawson a lengyel Tomasz Adamek legyőzésével megszerezte a WBC félnehézsúlyú világbajnoki címét.
- Április 28-án a horvát Stipe Drews egyhangú pontozással győzte le az olasz Silvio Brancot és ezzel elhódította a WBA világbajnoki címét.
- Június 9-én a WBC-bajnok Chad Dawson a mexikói Jesus Ruiz ellen technikai kiütéssel nyert a 6. menetben.
- Június 16-án Erdei Zsolt sikeresen védte meg WBO világbajnoki címét az amerikai George Blades ellen akit a 11.menetben technikai kiütéssel győzött le.
- Szeptember 29-én az IBF-bajnok angol Clinton Woods az exvilágbajnok mexikói Julio Cesar Gonzalezt verte egyhangú pontozással, míg ugyanaznap a WBC-bajnok Chad Dawson a kolumbiai Epifanio Mendozát győzte le technikai kiütéssel a 4. menetben.
- November 24. 	Erdei Zsolt megosztott pontozással ( 116-112, 111-117, 117-111 ) győzte le a panamai Tito Mendozát.
- December 16-án az ausztrál Danny Green lett a WBA világbajnoka, miután egyhangú pontozással győzte le Stipe Drews.

- Világbajnokok az év végén:

| WBA                      | WBC                          | IBF                          | WBO                      |
| Danny Green 25-3 (22 KO) | Chad Dawson 25-0-0-1 (17 KO) | Clinton Woods 41-3-1 (24 KO) | Erdei Zsolt 27-0 (17 KO) |

Nagyközépsúly
- Március 3-án a kolumbiai Alejandro Berrio és Robert Stieglitz mérkőzött a betöltetlen IBF nagyközépsúlyú világbajnoki címért. Berrio a harmadik menetben állította meg a veretlen németet.
- Március 24-én a WBA-WBC egyesített bajnok dán Mikkel Kessler egyhangú pontozással verte a veretlen mexikói Librado Andradét.
- Április 7-én a súlycsoportoktól függetlenül is a világ egyik legjobb ökölvívójának tartott walesi Joe Calzaghe huszadik alkalommal védte meg WBO címét, mikor a harmadik menetben 	technikai kiütéssel győzte le az amerikai Peter Manfredot.
- Október 19-én a Kanadában élő román Lucian Bute technikai kiütéssel győzte le az IBF-bajnok Alejandro Berrio-t.
- November 3-án  a WBO-bajnok Joe Calzaghe és a WBA-WBC öveket birtokló dán Mikkel Kessler	 találkozott egymással. A két veretlen világbajnok csatáját egyhangú pontozással (117-111, 116-112, 116-112) a walesi nyerte.

- Világbajnokok az év végén:

| WBA                       | IBF                      | WBC                       | WBO                       |
| Joe Calzaghe 44-0 (32 KO) | Lucian Bute 21-0 (17 KO) | Joe Calzaghe 44-0 (32 KO) | Joe Calzaghe 44-0 (32 KO) |

Középsúly 
- Világbajnokok az év végén:

| WBA                       | WBC                       | IBF                         | WBO                       |
| Felix Sturm 28-2-1 (12KO) | Kelly Pavlik 32-0 (29 KO) | Arthur Abraham 25-0 (20 KO) | Kelly Pavlik 32-0 (29 KO) |

Nagyváltósúly
- Világbajnokok az év végén:

| WBA                         | WBC                         | IBF                      | WBO                             |
| Joachim Alcine 30-0 (19 KO) | Vernon Forrest 40-2 (29 KO) | Cory Spinks 36-4 (11 KO) | Szerhij Dzindziruk 34-0 (22 KO) |

Váltósúly
Kisváltósúly
Könnyűsúly
- Világbajnokok az év végén:

| WBA                    | WBC                       | IBF                    | WBO                    |
| Juan Díaz 33-0 (17 KO) | David Díaz 33-1-1 (17 KO) | Juan Díaz 33-0 (17 KO) | Juan Díaz 33-0 (17 KO) |
| Juan Díaz 33-0 (17 KO) |                           | Juan Díaz 33-0 (17 KO) | Juan Díaz 33-0 (17 KO) |

Nagypehelysúly
Pehelysúly
Kispehelysúly
Harmatsúly
Kisharmatsúly
Légsúly
Kislégsúly
Szalmasúly
- 2008 az ökölvívásban